# Manuel Pérez Mateos
Manuel Pérez Mateos (geboren am 25. November 2004 in Moaña) ist ein spanischer Handballspieler, der auf der Spielposition Rückraum Mitte eingesetzt wird.

## Vereinskarriere
Pérez lernte das Handballspielen in Cangas do Morrazo beim örtlichen Handballverein Club Balonmán Cangas, wo er mit der B-Mannschaft (Luceros) zunächst hauptsächlich in unteren Ligen spielte; er debütierte im Alter von 15 Jahren in der Primera División Nacional (3. Liga). Pérez  bestritt in der Erstligasaison 2020/2021 seinen ersten Einsatz mit Cangas’ erster Mannschaft, Frigoríficos del Morrazo, in der spanischen 1. Liga. Dort erhielt er in den folgenden Spielzeiten weitere Einsätze, bis zum Ende der Saison 2024/2025 wurde er in den fünf Spielzeiten insgesamt 42 Mal eingesetzt und warf 56 Tore für sein Team.

## Auswahlmannschaften
Manuel Pérez stand mehrfach im Aufgebot der Auswahlmannschaften der Real Federación Española de Balonmano (RFEBM).
Er debütierte für Spanien am 13. Januar 2023 in der Jugendauswahl gegen Serbiens Auswahl. In drei Spielen für die Jugendauswahl warf er sechs Tore.
Seit 2025 wird er in der spanischen Juniorenauswahl aufgeboten, sein erstes Spiel für diese Auswahl absolvierte er am 9. Mai 2025 in Kloten gegen die deutsche Auswahl. Er stand auch im spanischen Aufgebot für die U-21-Weltmeisterschaft 2025 (9. Platz).

## Privates
Im Jahr 2024 war Pérez Student der Sportwissenschaften in Pontevedra.